# Гвиа (Тревизо)
Гвиа је насеље у Италији у округу Тревизо, региону Венето.
Према процени из 2011. у насељу је живело 842 становника. Насеље се налази на надморској висини од 276 м.